# Tripoli International Airport
Tripoli International Airport (IATA: TIP ICAO: HLLT) is de grootste luchthaven van Libië en is de thuisbasis van Buraq Air, Libyan Airlines en Afriqiyah Airways.

## Geschiedenis
De geschiedenis van het vliegveld gaat terug tot de Tweede Wereldoorlog. De Royal Air Force gebruikte het initieel onder de naam RAF Castel Benito en vanaf 1952 als RAF Idris. Gedurende de jaren vijftig en zestig heette het Tripoli Idris International Airport.

## Terminals en faciliteiten
De luchthaven heeft twee terminals: de hoofdterminal voor internationale vluchten en een eigen terminal voor binnenlands verkeer. De capaciteit van de terminal is 3 miljoen passagiers/jaar. In 2007 verwerkte men er 2,1 miljoen passagiers.

### Modernisering
In oktober 2007 startte een uitbreidings- en moderniseringsproject: de bouw van een nieuwe passagiersterminal en nieuwe landingsbaan zijn hierbij de belangrijkste onderdelen. In september 2009 moet de eerste module van de terminal worden opgeleverd waardoor de capaciteit vergroot wordt tot 6 miljoen passagiers per jaar.
Het volledige vernieuwingsprogramma is begroot op ongeveer 2,1 miljard Amerikaanse dollar en moet uiteindelijk resulteren in een verwerkingscapaciteit van 20 miljoen passagiers/jaar. Een internationale joint venture met bedrijven uit Frankrijk, Brazilië, Turkije en Libanon voert de werkzaamheden uit.

## Vliegtuigongeluk op 12 mei 2010
Op 12 mei 2010 rond 06.00 uur plaatselijke tijd stortte een Airbus A330-200 met registratienummer 5A-ONG van de Libische luchtvaartmaatschappij Afriqiyah Airways neer dat van Johannesburg op weg was naar Tripoli International Airport. In totaal zaten er 104 inzittenden (93 passagiers plus 11 personeelsleden) in het vliegtuig, van wie er 103 het ongeluk niet overleefden.